# Angelo Masini Pieralli
Angelo Masini Pieralli (San Giovanni Valdarno, Toscana, 1877 (segons algunes fonts 1874) - ?) fou un baix italià.
Provenia d'una família pobra i es va formar inicialment com a mecànic. Així i tot va poder estudiar cant amb Marchese Pavesi Negri i va debutar el 1898 al teatre de Sesto Fiorentino com a Conte Rodolfo a La Sonnambula de Bellini. Tot seguit va cantar al Comunale de Terni a La forza del destino. Després del canvi de segle, la seva carrera es va desenvolupar ràpidament als grans teatres d'òpera italians.